# Ilias Venezis
Ilias Venezis, pseudonimo di Ilias Mellos (Ayvalık, 4 marzo 1904 – Atene, 3 agosto 1973), è stato uno scrittore greco.

## Biografia
Crebbe e completò gli studi superiori nella città natale, allora nell'Impero ottomano e oggi in Turchia. Durante la guerra greco-turca (1919-1922) si trasferì con la famiglia a Lesbo per scampare al genocidio dei greci del Ponto. Ma ritornò in Asia Minore nel 1919, dopo che l'esercito greco ebbe occupato Smirne e i suoi dintorni. Quando la zona venne conquistata dall'esercito turco Venezis, diciottenne, fu imprigionato e inviato in un "battaglione di lavoro". I prigionieri furono obbligati a marciare nell'interno del Paese. Pochi giunsero a destinazione, in quanto molti vennero uccisi durante il tragitto, oppure morirono a causa degli stenti che subirono. Dei 3000 "coscritti" della sua "brigata di lavoro" ne sopravvissero soltanto 23.
Quando Venezis fu rilasciato ritornò a Lesbo dove incontrò lo scrittore Stratis Myrivilis, fondatore del settimanale Kambana, che incoraggiò Venezis a scrivere sulla rivista un resoconto della sua "tragica esperienza di prigioniero in Turchia". Venezis scrisse sull'argomento il romanzo Matricola 31328, che nel 1924 venne pubblicato a puntate su Kambana; tuttavia non raggiunse la notorietà finché non fu ripubblicato nel 1931 in forma di libro e in una versione ampliata.
I suoi romanzi più importanti hanno come argomento la vita dello scrittore in Asia Minore: Terra d'Eolia descrive il paradiso perduto delle estati dell'infanzia; Matricola 31328 la tragica esperienza delle marce della morte; Tranquillità la lotta per l'adattamento alla vita in Grecia. Ottennero un notevole successo, tanto che lo scrittore fu ed è tuttora considerato uno dei principali esponenti della cosiddetta "Generazione degli anni trenta".
In Grecia lavorava in banca e scriveva nel tempo libero. Nel 1938 sposò Stavritza Molyviati, originaria della stessa città del marito.
Durante l'occupazione tedesca della Grecia Venezis fu reso di nuovo prigioniero. Venne liberato grazie all'intervento di personalità greche d'alto rango, tra cui l'arcivescovo Damaskinos Papandreou.
Dopo la guerra, a Venezis fu affidata una rubrica sul giornale Akropolis. Diventò membro dell'Accademia di Atene.

## Opere
- Το Νούμερο 31328. (Σκλάβοι στα εργατικά τάγματα της Ανατολής), scritto nel 1924, pubblicato nel 1931
  - La grande pietà, tradotto dalla versione francese del 1945, Collana Iride n.4, Roma, Anonima Veritas, 1947.
  - Il numero 31328. Il libro della schiavitù, trad. e postfazione di Francesco Colafemmina, Prefazione e cura di Antonia Arslan, Collana Il battello ebbro n.8, Milano, Edizioni Settecolori, 2022, ISBN 978-88-96-98652-3.
- Manolis Lekas e altre storie, 1928
- Tranquillità (Γαλήνη), 1939
- Αιολική Γη, 1943
  - Terra eolica, Milano, Edizioni Settecolori, 2023, ISBN 978-8896986776 [Terra d'Eolia, Roma, Gherardo Casini Editore, 1951]
- Blocco C, 1945
- Autunno in Italia (1949), traduzione di Diego D'Oria, Atene, ETPbooks, 2020, ISBN 978-61-85-32948-8.
- Esodo, 1950
- I gabbiani, trad. di Francesco Maspero, in: Racconti dalla Grecia, a cura di F. Maspero, Milano, Mondadori, 1991, ISBN 88-04-35067-9, pp. 167-176
- Da Micene a Venezia. Storie greche vicine e lontane, trad. e cura di Caterina Carpinato, Lecce, Argo, 2016, ISBN 978-88-82-34220-3